# Андріївка (Сумський район)
Андрі́ївка — село в Україні, у Хотінській селищній громаді Сумського району Сумської області. Населення села евакуювали. До 2016 орган місцевого самоврядування — Олексіївська сільська рада.

## Географія
Село Андріївка знаходиться на одному з витоків річки Синяк. На відстані 2,5 км від сіл Олексіївка та Кіндратівка. На річці велика гребля.

## Історія
- 12 червня 2020 року, відповідно до Розпорядження Кабінету Міністрів України № 723-р «Про визначення адміністративних центрів та затвердження територій територіальних громад Сумської області» увійшло до складу Хотінської селищної громади.[2]

- 19 липня 2020 року, в результаті адміністративно-територіальної реформи та ліквідації Сумського району(1923-2020), село увійшло до новоутвореного Сумського району[3].

Вранці 27 січня 2024 року російська розвідувально-диверсійна група розстріляла брата і сестру - мешканців села.
22 червня 2025 року бійці Сил оборони України звільнили від ворожих російських військ населений пункт. Про це повідомили аналітики проєкту DeepState.  

## Відомі люди

### Відомі уродженці
- Лихобаба Марко Кононович — червоноармієць, учасник Другої сітової війни, Герой Радянського Союзу (1943).